# Mashed
Mashed (Вдребезги) — видеоигра в жанре гонки на выживание, выпущенная в 2004 году студией Empire Interactive. Вышла одновременно для PC, Xbox и Playstation 2.
Обновлённая версия с пометкой Fully Loaded вышла в 2005 году.

## Особенности
| Сводный рейтинг                    | Сводный рейтинг | Сводный рейтинг    | Сводный рейтинг    |
| Издание                            | Оценка          | Оценка             | Оценка             |
| Издание                            | PC              | PS2                | Xbox               |
| ---------------------------------- | --------------- | ------------------ | ------------------ |
| GameRankings                       | N/A             | 79,13 %            | 78,38 %            |
| Metacritic                         | 60/100          | (FL) 80/100 63/100 | 72/100 (FL) 68/100 |
| Иноязычные издания                 |                 |                    |                    |
| Издание                            | Оценка          | Оценка             | Оценка             |
| Издание                            | PC              | PS2                | Xbox               |
| Edge                               | 8/10            | 8/10               | 8/10               |
| Eurogamer                          | N/A             | N/A                | 7/10               |
| Famitsu                            | N/A             | 21/40              | N/A                |
| Game Informer                      | N/A             | 7/10               | 7/10               |
| GameSpot                           | N/A             | 2,3/10             | N/A                |
| IGN                                | 4/10            | N/A                | N/A                |
| OPMUK                              | N/A             | 9/10               | N/A                |
| OXM                                | N/A             | N/A                | 4,8/10             |
| PC Gamer (UK)                      | 78 %            | N/A                | N/A                |
| The Sydney Morning Herald          | N/A             | [ 20 ]             | [ 20 ]             |
| The Times                          | [ 21 ]          | [ 21 ]             | [ 21 ]             |
| PlayStation: The Official Magazine | N/A             | 6,5/10             | N/A                |

В Mashed, как и в любой гонке, соревнуются между собой несколько автомобилей. Задача — дойти до финиша, опередив всех соперников. Это стандартный тип развлечений, а существуют ещё и нестандартные: простые кольцевые гонки, гонки на уничтожение и гонки на выживание. Помимо этого на трассе размещены всевозможные бонусы: бочки с машинным маслом, которые можно сливать под колеса противникам, станковые пулеметы, мины, ракетницы и т. п.
Чтобы участвовать в следующей трассе, следует победить как минимум в двух заездах на всех предыдущих. Но даже одолев все десять, остается ещё три бонусных трассы и с десяток всевозможных окологоночных развлечений: «гонка с бомбой», погоня за вертолетом и прочие.

## Характеристика

### Плюсы
Аркадное прохождение уровней;
Возможность подбирать на трассе и использовать различные виды оружия;
Возможность сталкивать противников с трассы в овраги;
Виды миссий для прохождения уровней;
— на отрыв;
 — догонялки;
 — несколько кругов на время (пока не взорвется бомба);
— кто быстрее проедет определенное количество кругов;

### Недостатки
Нельзя проводить улучшение машины;
Нет возможности изменять настройку вида камеры;
Настройка видео и переназначение кнопок управления производятся в отдельных, специальных программах;
Управление с клавиатуры — по большинству утверждений критиков и игроков весьма неудобное;
Нельзя перенастроить клавиши поворота — это всегда горизонтальные стрелки;
Нельзя назначать газ и тормоз на кнопки со стрелками. Это должны быть буквы;
В результате получается управления двумя руками;